# Niko Eeckhout
Pour les articles homonymes, voir Eeckhout.
Niko Eeckhout, né le 16 décembre 1970 à Izegem, est un coureur cycliste belge. Il a notamment été champion de Belgique en 2006.

## Palmarès et résultats

### Palmarès par année
- 1992
  - Course des chats
  - 2e étape du Tour de Belgique amateurs
  - 3e étape du Tour de Liège
  - 3e du Prix national de clôture
- 1993
  - Circuit des Ardennes flamandes - Ichtegem
  - Circuit du Meetjesland
  - Circuit Escaut-Durme
  - Omloop Wase Scheldeboorden
  - 2e et 3e étapes du Tour du Poitou-Charentes
  - 2e de la Mosselkoers
  - 2e du Mémorial Rik Van Steenbergen
  - 3e de la Gullegem Koerse
- 1994
  - 2e du Circuit du Pays de Waes
- 1995
  - Grand Prix de Hannut
  - Circuit Mandel-Lys-Escaut
  - 2e du Grand Prix de la ville de Zottegem
  - 2e du Grand Prix Lucien Van Impe
- 1996
  - Grand Prix de Lillers-Souvenir Bruno Comini
  - Championnat des Flandres
  - Zellik-Galmaarden
  - 2e de la Wanzele Koerse
  - 2e de l'Izegem Koers
  - 3e d'À travers le Morbihan
- 1997
  - Grand Prix de Lillers-Souvenir Bruno Comini
- 1998
  - Championnat des Flandres
- 1999
  - Omloop van de Westkust
  - Puivelde Koerse
  - Grand Prix Frans Melckenbeek
  - Gullegem Koerse
  - Mosselkoers
  - 2e du Grand Prix Briek Schotte
  - 2e de la Flèche côtière
  - 2e de la Leeuwse Pijl
  - 2e du Circuit du Pays de Waes
  - 3e du Grand Prix de Denain
- 2000
  - Grand Prix Rudy Dhaenens
  - Puivelde Koerse
  - Omloop van de Westkust
  - Championnat des Flandres
  - Circuit du Houtland
  - 2e de Veenendaal-Veenendaal
  - 2e du Grand Prix du 1er mai
  - 2e du Circuit du Meetjesland
  - 2e du Grote Prijs Gemeente Kortemark
  - 2e du Delta Profronde
  - 2e de la Wingene Koers
  - 3e de la Colliers Classic
  - 3e du Circuit du Pays de Waes
  - 3e du Grand Prix Herning
  - 3e du Tour de Bochum
- 2001
  - Étoile de Bessèges :
    - Classement général
    - 1re étape

  - 2e étape du Tour du Danemark
  - Mémorial Rik Van Steenbergen
  - Grand Prix Jef Scherens
  - À travers les Flandres
  - Delta Profronde
  - 3e étape du Circuit franco-belge
  - 2e de Paris-Bruxelles
  - 2e du Textielprijs Vichte
  - 2e du Grand Prix Beeckman-De Caluwé
  - 3e de la Nokere Koerse
  - 3e de Cholet-Pays de Loire
  - 3e du Rund um den Flughafen Koeln-Bonn
  - 3e de la Ruddervoorde Koerse
  - 3e de la Coupe Sels
  - 9e de Paris-Tours
- 2003
  - Puivelde Koerse
  - Mémorial Rik Van Steenbergen
  - 1re étape du Tour de la Région wallonne
  - 2e du Circuit des bords flamands de l'Escaut
  - 3e du Grand Prix Jef Scherens
- 2004
  - Delta Profronde
  - 4e étape du Ster Elektrotoer
  - 2e du Grand Prix Lanssens
  - 2e du Mémorial Rik Van Steenbergen
- 2005
  - À travers les Flandres
  - 2e étape des Trois Jours de La Panne
  - Grand Prix Lanssens
  - Grand Prix Beeckman-De Caluwé
  - Grand Prix d'Isbergues
  - Circuit des bords flamands de l'Escaut
  - 1re étape du Circuit franco-belge
  - 2e de la Gullegem Koerse
  - 3e de la Wanzele Koerse
  - 3e de l'UCI Europe Tour
- 2006
  - Vainqueur de l'UCI Europe Tour
  -  Champion de Belgique sur route
  - Trois Jours de Flandre-Occidentale :
    - Classement général
    - 3e étape

  - Circuit du Pays de Waes
  - Mémorial Rik Van Steenbergen
  - Izegem Koers
  - Championnat des Flandres
  - 3e étape du Circuit franco-belge
  - 2e de Cholet-Pays de Loire
  - 2e du Circuit Mandel-Lys-Escaut
  - 2e du Textielprijs Vichte
  - 2e du Circuit du Houtland
- 2007
  - Circuit du Pays de Waes
  - Izegem Koers
  - 2e de À travers les Flandres
  - 2e de la Mosselkoers
  - 2e du Mémorial Rik Van Steenbergen
  - 3e du Grand Prix Raf Jonckheere
  - 3e du Circuit du Houtland
- 2008
  - Circuit du Pays de Waes
  - Grand Prix Marcel Kint
  - 2e des Trois Jours de Flandre-Occidentale
  - 2e du Grote Prijs Gemeente Kortemark
  - 3e du championnat de Belgique sur route
  - 3e de À travers les Flandres
  - 3e de Veenendaal-Veenendaal
- 2009
  - 4e et 5e étapes du Tour d'Estrémadure
  - 1re étape du FBD Insurance Rás
  - Grand Prix de la ville de Zottegem
  - Mémorial Rik Van Steenbergen
  - Grand Prix Briek Schotte
  - 2e de À travers les Flandres
  - 2e du Grand Prix Raf Jonckheere
  - 3e du Grote Prijs Gemeente Kortemark
  - 3e du Circuit du Houtland
- 2010
  - 5e étape de l'Étoile de Bessèges
  - 3e étape de la Ronde de l'Oise
  - 2e du Tour du Groene Hart
- 2011
  - 2e étape des Trois Jours de Flandre-Occidentale
  - Trofee Maarten Wynants
  - Grand Prix de Saint-Nicolas
  - Mosselkoers
  - Grote Prijs Dr. Eugeen Roggeman
  - Zwevezele Koers
  - 2e du Grote Prijs Wase Polders
  - 3e de l'Handzame Classic
- 2012
  - Wanzele Koerse
  - Circuit de Campine
  - Coupe Sels
  - 3e d'À travers le Hageland
  - 3e du Grand Prix Briek Schotte
- 2013
  - 2e du Circuit du Pays de Waes
  - 2e de la Zuid Oost Drenthe Classic I
  - 3e du Circuit Mandel-Lys-Escaut

### Classements mondiaux
| Année           | 2005 | 2006 | 2007 | 2008 | 2009 | 2010 | 2011 | 2012 | 2013 |
| --------------- | ---- | ---- | ---- | ---- | ---- | ---- | ---- | ---- | ---- |
| UCI Europe Tour | 3e   | 1er  | 28e  | 13e  | 18e  | 102e | 207e | 49e  | 210e |